# Baila Baila Comigo
"Baila Baila Comigo" foi o single de estreia do grupo Dominó da formação de 1997. Fez um enorme sucesso no Brasil e no exterior e apareceram várias vezes em programas de televisão incluindo o Sabadão e o Gol Show do SBT, o Note e Anote da Record e o Planeta Xuxa da Rede Globo.

## Produção
No ano de 1996, o produtor Santiago Malnati, o Mister Sam, foi procurado por Gugu Liberato (o responsável pela criação do grupo) para produzir o álbum Comvido!. O produtor descobriu que a banda brasileira que estava tendo sucesso no exterior era a banda amazonense Carrapicho, com a canção "Tic, Tic Tac". Mister Sam fez um ritmo inspirado na banda Carrapicho para a canção "Baila Baila Comigo".

## Lista de faixas
- Na edição francesa e canadense, o título na capa é "Baïla Baïla Comigo: La Dança do Nombril".

1. "Baila Baila Comigo (Radio Edit)" – 3:18
2. "Baila Baila Comigo (Carioca Mix)" – 4:33
3. "Baila Baila Comigo (Club Mix)" – 4:30

Edição internacional
- Esta edição foi lançada em 11 de agosto de 1998 pela RCA.[3]

1. "Baila Baila Conmigo" (Spanish Mix)
2. "Baila Baila Conmigo" (Portuguese Radio Mix)
3. "Baila Baila Conmigo" (Carioca Mix)
4. "Baila Baila Conmigo" (Club Mix)